# 源兼澄
源 兼澄（みなもと の かねずみ）は、平安時代中期の貴族・歌人。初名は兼隆。光孝源氏、右大弁・源公忠の孫。鎮守府将軍・源信孝の子。

## 経歴
東宮・師貞親王（のち花山天皇）の東宮帯刀を務める。
一条朝にて陪膳を務め、永延2年（988年）には六位蔵人に左衛門尉検非違使尉を帯びていた。式部丞を経て、永延3年（989年）従五位下に叙爵する。のち、若狭守・加賀守と受領を歴任して、位階は従五位上に至った。若狭守在任中の長徳3年（997年）に宋の商人である朱仁聡から暴行事件を起こされている。
歌人として活躍し、永観元年（983年）一条大納言為光家障子歌、寛和元年（985年）道兼家歌会、長保3年（1001年）東三条院四十賀屏風歌、長保5年（1003年）藤原道長家歌合などに出詠。寛弘9年（1012年）三条天皇の大嘗会では悠紀方の和歌を詠進する。
『拾遺和歌集』以下の勅撰和歌集に11首が採録されている。大中臣輔親・清原元輔・安法・恵慶・藤原実方ら周囲の歌人とも多く交流した。家集に『兼澄集』がある。

## 官歴
注記のないものは『小右記』による。
- 永延元年（987年） 3月26日：見右衛門尉。6月6日：見六位蔵人
- 永延2年（988年） 正月20日：見左衛門尉。正月29日：兼式部丞、去右衛門尉?[1]
- 永延3年（989年） 正月5日：従五位下?[1]
- 長徳3年（997年） 10月28日：見若狭守
- 長保3年（1001年） 正月15日：見前若狭守[2]
- 長和元年（1012年） 4月9日：見前加賀守

## 系譜
『尊卑分脈』による。
- 父：源信孝
- 母：不詳
- 妻：大中臣能宣の娘
  - 男子：源頼兼（?-1019）
- 妻：藤原相如の娘
  - 女子：藤原周頼室（命婦乳母） - 禎子内親王乳母
- 生母不明の子女
  - 女子：右衛門